# Salad Fingers
Salad fingers (dansk: Salatfingre) er en engelsk flash animeret internettegnefilmsserie på 11 episoder, skabt af den britiske animator David Firth sammen med Christian Webb og Jimmy Hollis, som blev udgivet første gang på underholdningshjemmesiden Newgrounds den 1 juli 2004, og senere blev udgivet på YouTube. Serien blev dog først kendt senere i 2005. Episoderne er for det meste 2 til 10 minutter lange, og indeholder sort humor og er en psykologisk horror.
Tegnefilmene handler om Salad fingers en tynd grøn mand, der lever i hans hus i en øde verden, med hans fingredukker (Hubert Cumberdale (Barbara Logan-Price), Marjory Stewart-Baxter, Jeremy Fisher og hans legetøjshest Horace Horsecollar) osv. 

## Historien bag salad fingers
Engang da Firth spillede på hans guitar, fortalte hans ven Christian Webb ham at han havde salat fingre, hvilket gav Firth idéen til at skabe en tegnefilm der hed Salad Fingers. Christian og David diskuterede om hvad der skulle ske og tanken var at karakteren skulle lede efter skeer. De første fire til fem episoder blev produceret hurtigt og efter det besluttede Firth at han ville tage lidt mere tid om at producere nye episoder. 

## Musik
Musikken der bliver spillet i baggrunden det meste af tiden er ”Beware The Friendly Stranger” af Boards of Canada albummet Geogaddi. 
Noget musik er spillet af David på hans guitar og andet baggrunds musik skabt af Brian Eno, Sigur Rós, Aphex Twin og Lustmord.

## Episoder
- Episode 1: Spoons

Udgivelsesdato: 1. juli 2004 (Newgrounds)

Udgivelsesdato: 7. maj 2007 (YouTube)
- Episode 2: Friends

Udgivelsesdato: 15. juli 2004 (Newgrounds) 

Udgivelsesdato: 4. juli 2008 (YouTube) 
- Episode 3: Nettles

Udgivelsesdato: 1. august 2004 (Newgrounds)

Udgivelsesdato: 13. juli 2008 (YouTube) 
- Episode 4: Cage

Udgivelsesdato: 20. august 2004 (Newgrounds) 

Udgivelsesdato: 26. juli 2008 (YouTube) 
- Episode 5: Picnic

Udgivelsesdato: 25. november 2004 (Newgrounds)

 
Udgivelsesdato: 5. oktober 2008 (YouTube) 
- Episode 6: Present

Udgivelsesdato: 24. juli 2005 (Newgrounds)

Udgivelsesdato: 17. april 2009 (YouTube) 
- Episode 7: Shore Leave

Udgivelsesdato: 28. januar 2006 (Newgrounds)

Udgivelsesdato: 28. maj 2009 (YouTube) 
- Episode 8: Cupboard

Udgivelsesdato: 22. september 2007 (Newgrounds)

Udgivelsesdato: 18. oktober 2009 (YouTube) 
- Episode 9: Letter

Udgivelsesdato: 26. maj 2011 (Newgrounds)

Udgivelsesdato: 4. august 2013 (YouTube) 
- Episode 10: Birthday

Udgivelsesdato: 23. november 2013 (YouTube) 
- Episode 11: Glass Brother

Udgivelsesdato: 30. januar 2019 (YouTube)